# Hervé Le Bras
Pour les articles homonymes, voir Le Bras.
Hervé Le Bras, né le 6 juin 1943 à Paris (Île-de-France), est un démographe et historien français, chercheur à l'Institut national d'études démographiques (INED) et enseignant à l'École des hautes études en sciences sociales (EHESS).

## Biographie

### Jeunesse et études
Hervé Le Bras, d'ascendance bretonne, est le fils du juriste et universitaire Gabriel Le Bras, professeur et doyen à la faculté de droit de l'université de Paris, et de Marthe Folain.
Après une année de droit et sciences économiques à l'université de Paris (1960-1961), il s'oriente vers les mathématiques supérieures et spéciales au lycée Louis-le-Grand (1961-1963). De 1963 à 1965, il est élève à l'École polytechnique (X1963), puis obtient un diplôme de recherche opérationnelle du CIRO (1965-1966).
Il part vivre auprès des Massa, au Tchad, en 1966 en tant qu'« anthropologue stagiaire ». À son retour, il est élève à l'Institut de démographie de Paris (IDUP) (mastère de démographie) et passe un DEA de mathématiques économiques de la faculté des sciences de Paris (1966-1967).
Hervé Le Bras se marie le 11 mars 1968 avec Annie Villers, avec laquelle il a deux enfants : Véronique et Romain.

### Parcours professionnel
Il rejoint l'Institut national d'études démographiques (INED) en tant qu'ingénieur de recherche (1968-1974). Il est également statisticien en neurolinguistique à l'INSERM de 1967 à 1970.
Par la suite, il enseigne et fait de la recherche au sein de plusieurs institutions. En 1974, il devient maître de recherche, et est nommé directeur d'études en 1979. Entre 1980 et 1991, il est directeur du département Méthodes et projections de l'institut. Il est professeur émérite depuis 2008.
Entre 1969 et 1990, il est également professeur de géométrie, représentation et morphologie à l'École nationale d'architecture de Paris-Belleville. Il est professeur associé dans la même discipline à l'École nationale supérieure des beaux-arts entre 1972 et 1990.
Il est maître de conférences en sciences sociales à l'École polytechnique entre 1974 et 1992, ainsi que maître de conférences en DEA d'économie à l'Institut d'études politiques de Paris entre 1979 et 1990.
En 1980, il est nommé directeur d'études à l'École des hautes études en sciences sociales. Entre 1987 et 2007, il est directeur du laboratoire de démographie historique (EHESS/CNRS). Il est également fondateur, en 1990, du DEA Démographie et sciences sociales de l'école. Il conserve ce poste jusqu'en 1996.
Durant l'année 2009-2010, il est directeur de séminaire à l'École nationale d'administration. Enfin, depuis 2011, il est titulaire de la chaire Territoire et population au Collège d'études mondiales, de la Fondation de la Maison des sciences de l'homme), du Collège d'études mondiales, de la Fondation de la Maison des sciences de l'homme).
À l'étranger, il est fellow au Churchill College de l'université de Cambridge à partir de 2002. Il a également été professeur associé à l'université de Genève (1996-1997, histoire économique) ; à l'université du Michigan (1998, Ann Arbor Michigan, département d'histoire) ; à l'université de Virginie (2000, Charlottesville, démographie historique).

### Accusations de harcèlement sexuel
En 2002, Hervé Le Bras est accusé par une ancienne doctorante de harcèlement sexuel. En 2004, il bénéficie d'un non-lieu, la juge estimant qu'il « n'est pas établi qu' [Hervé Le Bras] ait par ordre, menaces, contrainte ou l'exercice de pressions graves tenté d'obtenir les faveurs sexuelles » de la part de la jeune femme, suivant la définition légale du harcèlement sexuel en vigueur à l'époque.
L'affaire a un retentissement important dans la communauté universitaire et joue un rôle majeur (aux côtés des accusations visant Daniel Welzer-Lang à la même période) dans la formation du Collectif de lutte contre le harcèlement sexuel dans l’enseignement supérieur (CLASCHES). Celui-ci proteste encore en 2018 contre l'intervention d'Hervé Le Bras lors de journées d'études consacrées à la question du harcèlement sexuel au travail,.

### Missions
- Membre (1969-2003) puis président (2002-2003) du conseil scientifique de la Délégation à l'aménagement du territoire (DATAR)
- Membre en outre des conseils scientifiques du Plan Urbanisme Construction Architecture (PUCA) (2000-2004), de la Bibliothèque nationale (1976-1980), des actions concertées de Villes et Espace du Territoire (1998-2005)
- Membre des conseils d'administration de l'Institut français d'architecture (1982-1986) de l'École normale supérieure (1997-), de l'École des hautes études en sciences sociales (1992-2000), de l'école d'architecture Paris-Belleville (1998-2006), du Haut comité de la Population (1986-1991), du Conseil national des sciences sociales (1999-2001)
- Membre du Haut conseil de la population et de la famille (1981-1986)
- Membre de la conférence des régions périphériques d’Europe (Union européenne), depuis 1998
- Expert auprès de la Commission européenne sur les migrations euro-méditerranéennes (2003-)
- Membre de la commission Attali (2007-2008)
- Membre de la commission Juppé-Schweitzer (Commission du Livre blanc sur la politique étrangère et européenne de la France) en 2007
- Membre du Think Tank Futurescence de BNP-Paribas (2007-)
- Membre de la commission Mazeaud sur les quotas d'immigration (2008)
- Membre de la mission Wieviorka sur la diversité (2008)
- Membre du CORA (Conseil d’Orientation et de réflexion de la Fédération française des assurances (2008-)
- Cofondateur et membre de la CARSED (Commission alternative de réflexion sur les « statistiques ethniques » et les discriminations) (2009)

### Édition
- Chroniqueur à La Recherche (1995-)
- Membre des comités de lecture de Histoire & Mesure, Demographic research, Raison présente, Autrepart (revue de l'IRD), Passages, Cahiers de la recherche architecturale et urbaine, Bretagne(s), Books
- Rédacteur en chef de Population (1978-1990)
- Cofondateur et éditeur (1984-1991) de Mathematical Population Studies

### Distinctions
- Chevalier de la Légion d'honneur
- Lauréat du prix de géographie Louis-Hachette (1981)
- Lauréat du prix de l'Union rationaliste (1997)

## Prises de position
Hervé Le Bras prend régulièrement position sur des sujets de société ou touchant à la démographie dans la presse grand public.

### «L'obsession démographique française»
Hervé Le Bras, opposé à ce qu'il nomme « l'obsession nataliste française[réf. nécessaire] », affronte sur ce sujet, en 1990, le directeur de l'Institut national d'études démographiques (INED), Gérard Calot.
Ce débat entraîna une campagne de dénigrement, notamment de la part du Club de l'horloge, à laquelle il a répondu en publiant deux ouvrages dénonçant l'un, en 1992, l'obsession démographique française, Marianne et les Lapins : L'Obsession démographique, et l'autre, en 1998, Le Démon des origines : Démographie et Extrême Droite. Ce dernier ouvrage lui valut un procès intenté par l'INED.

### Contre les statistiques ethniques
En 1998, Hervé Le Bras s'oppose au projet de statistiques ethniques, ce qui contredit une nouvelle fois la position de l'INED et, en particulier, celle de la démographe Michèle Tribalat, qui soutient que « le seul critère de la nationalité ne permet pas d'analyser les phénomènes de discrimination ». Pour Hervé Le Bras, ce sont les catégories ethniques introduites par Michèle Tribalat qui posent problème : « La collecte de données n'est pas une menace en elle-même. Ce qui constitue une menace ce sont les catégories utilisées pour classer les données »[source insuffisante].
Dans un article du Monde, Philippe Bernard et Nicolas Weill résument ainsi la position du démographe : « S'interroger, comme le faisait Michèle Tribalat en 1991, sur les stratifications de la population française en fonction des vagues migratoires, conduit, par défaut, à utiliser la catégorie des "Français de souche" ». Hervé Le Bras se dit « révulsé » par l'expression « Français de souche », qui flatte le « vieux fond ethnique » de la droite :

« Du Français de souche, on glisse insensiblement vers l'Indo-Européen, cher à l'extrême droite païenne. »

### Engagements politiques
En 2020, il fait partie des premières personnalités à avoir répondu à l'appel de Laurent Joffrin ayant l'intention de lancer un mouvement pour la « refondation d’une gauche réaliste, réformiste ».

## Ouvrages
- L'Enfant et la Famille dans les pays développés, OCDE, 1978 (traduit en anglais)
- Statistical Studies of Historical Social Structure (avec Peter Laslett, Kenneth W. Wachter, Eugene A. Hammel), Academic Press, 1979
- L'Invention de la France (avec Emmanuel Todd), coll. Hachette, 1981
- Les Trois France, Odile Jacob-Le Seuil, 1985 ; rééd. Opus, 1995
- Population (dir.), Hachette-Pluriel, 1987
- Marianne et les Lapins : L'Obsession démographique, Olivier Orban, 1991 ; rééd. Hachette, 1992
- La Planète au village, Éditions de l'Aube, 1992 ; rééd. 1996
- Le Sol et le Sang : Théories de l'invasion au XXe siècle, Éditions de l'Aube, 1993 ; rééd. 1996, 1998, 2007 (traduit en slovène, 2003)
- Les Limites de la planète : mythes de la nature et de la population, Flammarion, 1994 (traduit en espagnol, arabe, portugais). Édition en poche, coll. « Champs », 1996[13]
- Les Libertés de la ville (dir., avec Emile Malet), Unesco, 1995
- Le Peuplement de l'Europe, La Documentation française, 1996
- Démographie et Politique (dir., avec Francis Ronsin et Élisabeth Zucker-Rouvillois), université de Dijon, 1997
- Le Démon des origines : Démographie et Extrême Droite, Éditions de l'Aube, 1998 (traduit en italien, éd. Feltrinelli)
- Naissance de la mortalité : L'Origine politique de la statistique et de la démographie, Gallimard-Le Seuil, 2000
- Essai de géométrie sociale, Odile Jacob, 2000 (traduit en portugais, éd. Piaget)
- L'Invention des populations : Biologie, Idéologie, Politique (dir.), Odile Jacob, 2000 (traduit en portugais)
- Kafka y la familia (ill. Hervé di Rosa), Ediciones Sin Nombre, 2001
- Une autre France : Votes, Réseaux de relations, Classes sociales, Odile Jacob, 2002
- 365 jours pour la Terre, La Martinière (commentaire des photos d'Yann Arthus-Bertrand), 2002
- L'Adieu aux masses : Population et Politique, éd. de l'Aube, 2003 ; rééd. 2006 (traduit en italien, Adio alle masse : critica della ragion demografica, éd. Eleuthera, 2008)
- L'Europe jusqu'où ? (avec Alain Duhamel et Philippe Moreau-Defarges), éd. de l'Atelier, 2004
- Entre deux pôles (entretien avec Julien Ténédos), Aux Liens D'être, 2006
- La Démographie, Odile Jacob, 2005 (traduit en anglais éd. Princeton University Press, The Nature of Demography, 2008)
- Immigration positive (avec Jack Lang), Odile Jacob, 2006
- Entre deux pôles : La Démographie entre science et politique, Aux lieux d'être, 2006
- Les 4 Mystères de la population française, Odile Jacob, 2007
- Contre le conservatisme démographique français : Quatre essais sur la population actuelle de la France, En temps réel, 2008
- Vie et Mort de la population mondiale, Édition Le Pommier et Cité des Sciences de la Villette, 2009
- Le Retour de la race : Contre les "statistiques ethniques" (collectif), Éditions de l'Aube, 2009
- Doit-on contrôler l'immigration ? avec Gérard-François Dumont, Prométhée, coll. « Pour ou contre ? », Bordeaux, 2009  (ISBN 978-2916623054)
- Paris et la mer avec Jacques Attali, Erik Orsenna, Antoine Grumbach et Philippe Aghion, Fayard, 2010
- Passer des migrations aux mobilités avec Pierre Beckouche, Ipemed, 2010
- Statistiques ethniques : le vrai débat (préface d'Élisabeth Badinter), éd. Fondation Jean-Jaurès, 2010
- L'Invention de la France (avec Emmanuel Todd), Gallimard, nouvelle édition complétée d'un chapitre final sur la crise idéologique et politique actuelle, 2012  (ISBN 978-2-07-013643-8)
- Crise des liens, crise des lieux : pour un logement social solidaire vol.1, Éditions de l'Aube, 2012
- L'Invention de l'immigré, Éditions de l'Aube, 2012 ; rééd. 2014
- Le Mystère français (avec Emmanuel Todd), Paris, Le Seuil, coll. « La République des idées », 2013  (ISBN 2021102165)
- Mathematical Demography, édition avec Kenneth W. Wachter, les auteurs sont David P. Smith et Nathan Keyfitz, Springer, 2013  (ISBN 978-3-642-35857-9)
- Pays de la Loire : la forme d'une région, Éditions de l'Aube, 2014  (ISBN 978-2815910330)
- La Religion dévoilée avec Jérôme Fourquet, éd. Fondation Jean-Jaurès, 2014
- Atlas des inégalités, Autrement, 2014
- Le Pari du FN, Autrement, 2015
- Le Nouvel ordre électoral à l'âge du tripartisme, Seuil, La République des idées, 2016  (ISBN 978-2021300284)
- Anatomie sociale de la France. Ce que les big data disent de nous, Éditions Robert Laffont et Maison des sciences de l'homme, coll. « Le monde comme il va » et « Interventions », 2016,  (ISBN 978-2-221-19123-1) et  (ISBN 978-2-7351-2103-8)
- Le sol et le sang. Rhétoriques de l'invasion, Éditions de l'Aube, 2016
- L'âge des migrations, Autrement, janvier 2017  (ISBN 978-2746744639)
- Malaise dans l'identité, Actes Sud, Arles, 2017  (ISBN 978-2-330-07518-7)
- La guerre des trois. La primaire de la droite et du centre, éd. Fondation Jean-Jaurès, 2017
- Le puzzle français avec Jérôme Fourquet, éd. Fondation Jean-Jaurès, 2017
- Se sentir mal dans une France qui va bien. La société paradoxale, Éditions de l'Aube, 2019
- Serons-nous submergés ? Épidémie, migrations, remplacement, Éditions de l'Aube, 2020
- Le Grand Enfumage. Populisme et immigration dans sept pays européens, Éditions de l'Aube, 2022
- Il n'y a pas de grand remplacement, Grasset, 2022
- Tableau historique de la France. La formation des courants politiques de 1789 à nos jours, Éditions du Seuil, 2022
- La réforme des retraites expliquée... au gouvernement, Flammarion, 2023
- Il n'y a pas de race blanche, Grasset, 2025